# Puro mula
Puro Mula es una película guatemalteca producida en el año 2009 por el colectivo Best Picture System y fue dirigida por el panameño Enrique Pérez Him.

## Sinopsis
Joel Fonseca es un holgazán de 28 años que aún vive con sus padres. No trabaja, no estudia y su única ambición es beber cerveza y tocar su guitarra. Una mañana, su rutina se interrumpe cuando su única hermana le pide que cuide de su sobrino. La cosa se complica cuando el niño desaparece de casa.

## Argumento
Joel nunca ha sido la persona más responsable de su barrio. A sus 28 años todavía vive con su padre y su única motivación para despertarse en la mañana es tocar guitarra y beber cerveza. Pero en este día su ajetreada rutina será interrumpida cuando su hermana mayor le pide que cuide a su hijo. No muy entusiasmado al respecto, Joel acepta la tarea pero las cosas se le complican cuando el niño desaparece de la casa sin dejar rastro. Entonces se ve forzado a emprender una intensa búsqueda por el barrio que lo vio crecer. En su recorrido se encontrará con viejos amigos, enemigos, exnovias, policías y criminales, que de alguna manera forman parte de su pasado. Poco a poco, estos encuentros le harán darse cuenta de que sigue siendo el mismo holgazán irresponsable que era hace 10 años. Sin embargo, hoy la responsabilidad se materializa en un niño de 6 años, al que deberá encontrar antes que su familia se de cuenta que lo ha perdido.

## Reparto[4]
- Domingo Lemus
- Roberto Díaz Gomar
- Daneri Gudiel
- Cesia Godoy
- Brenda Lara
- Jairon Salguero
- Douglas Vásquez
- Jean Pierre Ubico
- Luis A. Sánchez
- Pablo Cordonero
- Pepe Mikey
- Paco Jacome
- Luis Pineda
- Gretchen Barnéond